# SSV Buer 07/28
SSV Buer 07/28 is een Duitse sportclub uit Buer, een stadsdeel van Gelsenkirchen, Noordrijn-Westfalen. De club is actief in voetbal en tennis.

## Geschiedenis

### BV Buer 07
De club werd opgericht in 1907 als BV Buer 07. De eerste wedstrijd werd op 27 oktober gespeeld en verloren tegen FC Rhenania Essen. Op 23 januari 1908 sloot de club zich bij de West-Duitse voetbalbond aan. In 1909 kreeg de club ook een atletieksectie. Tijdens de Eerste Wereldoorlog speelde de club één seizoen in de versnipperde hoogste klasse van de Ruhrcompetitie. In 1920 werd het nieuwe stadion Sportplatz Löchterheide in gebruik genomen met een galawedstrijd tegen SC Preußen Duisburg. In 1925 bood het stadion plaats aan 25.000 toeschouwers. De club speelde tussen 1922 en 1928 in de hoogste klasse. De financiële crisis van de jaren dertig spaarde BV Buer niet en door steeds minder inkomsten kon de pacht van het stadion niet meer betaald worden en in 1934 stond de club aan de rand van de afgrond. Echter kon de club in extremis gered worden. De spelers van het ter ziele gegane Sportfreunde 28 Buer sloten zich bij de club aan. In 1939 promoveerde de club opnieuw uit de Kreisklasse. Datzelfde jaar fuseerde de club met Westfalia Buer en nam de naam FC Buer aan.
Na de Tweede Wereldoorlog werden de activiteiten al snel hervat en de club nam ook weer de oorspronkelijke naam BV Buer 07 aan. In 1950 promoveerde de club naar de Landesliga, de derde klasse, en werd daar in 1951 kampioen, maar slaagde er niet in via de eindronde te promoveren. Vele goede spelers verlieten de club en de resultaten liepen terug. In 1954 degradeerde de club terug naar de Bezirksliga. In 1962 moest het stadion wijken voor nieuwe woonwijken. De stad Gelsenkirchen voorzag wel de nieuwe Bezirkssportanlage Löchterheide voor de club. In 1964 fuseerde de club met DJK
Sportfreunde Buer 1928 en nam de nieuwe naam Spiel- und Sportvereinigung
Buer 07/28 e.V. aan.

### SSV Buer 07/28
De club behaalde weinig noemenswaardige successen de volgende jaren. Ter ere van het zeventigjarig bestaan werd in mei 1977 een galawedstrijd gespeeld tegen Bundesligaclub FC Schalke 04, dat met 7:0 won tegen Buer voor 2500 toeschouwers. In 1980 degradeerde de club na een jarenlang verblijf in de Bezirksliga naar de Kreisliga, waardoor 15 spelers besloten de club te verlaten. In 1984 begon de club met een damesvoetbalafdeling en ook een tennissectie. Twee jaar later promoveerde de club naar de Bezirksliga. De club werd getraind door Matthias Herget, die speelde bij Bayer 05 Uerdingen en zelfs voor het nationaal elftal. Onder zijn leiding promoveerde de club in 1988 zelfs naar de Landesliga, toen de vijfde klasse. Na drie seizoenen degradeerde de club, maar kon na één seizoen terugkeren. Bij de terugkeer werd de club herfstkampioen, maar door enkele blessures was de terugronde minder goed waardoor ze achtste werden. In 1995 degradeerde Buer opnieuw naar de Bezirksliga, de club verzeilde in financiële problemen en gleed zelfs weg naar de Kreisliga.
De club herstelde zich echter en werd in 2000 kampioen. In een sensationeel seizoen in de Bezirksliga slaagde de club er in om geen enkele wedstrijd te verliezen. Ook in de Landesliga deed de club het voortreffelijk en voor het eerst kon de club promoveren naar de Verbandsliga, de vijfde klasse. De volgende jaren werd de club een vaste waarde in de Verbandsliga, tot in 2010 een degradatie volgde.